# سیدنی نیومن
سیدنی سیسیل نیومن (۱ آوریل ۱۹۱۷ – ۳۰ اکتبر ۱۹۹۷) سازنده فیلم و تلویزیون کانادایی، او پیشگام در درام تلویزیونی بریتانیا از اواخر دهه ۱۹۵۰ تا اواخر دهه ۱۹۶۰ بود.